# Rhodomyrtus
Chi Sim hay chi Đào kim nương (danh pháp khoa học: Rhodomyrtus) là một chi chứa các loài cây gỗ và cây bụi thuộc họ Myrtaceae.

## Lịch sử phân loại
Chi này nguyên ban đầu được Augustin Pyramus de Candolle mô tả như là một tổ (sectio) của chi Myrtus năm 1828, bao gồm Myrtus tomentosa và 22 loài khác (kèm dấu ?). Mô tả tiếng Latinh của ông như sau: "Flores rosei. Semina compresso-plana in loculis biseriata. An, suadente cl. Salisbury, genus proprium?" (Hoa màu hồng. Hạt ép dẹp-phẳng trong ngăn cắt đôi. Hoặc như khuyến cáo của Salisbury là một chi thật sự?) Thực tế thì hiện nay 22 loài với dấu ? được xếp trong các chi khác. Năm 1841, Heinrich Gottlieb Ludwig Reichenbach nâng cấp nó thành một chi riêng biệt nhưng ông không lập tổ hợp tên gọi mới cho các loài xếp trong chi này. Năm 1842, Justus Carl Hasskarl mới thiết lập danh pháp mới cho Myrtus tomentosa là Rhodomyrtus tomentosa.

## Phân bố
Chi này gồm các loài bản địa miền nam Trung Quốc, tiểu lục địa Ấn Độ, Đông Nam Á, Melanesia và Australia.
Mức độ đa dạng loài lớn nhất là ở New Guinea và đông bắc Australia. Tuy nhiên, dữ liệu trình tự ADN và dữ liệu hình thái hiện tại cho thấy chi này là đa ngành và các nghiên cứu bổ sung là cần thiết trước khi chia nó thành 2 hoặc nhiều hơn chi đơn ngành nhỏ hơn.

## Các loài
Chi này gồm 21 loài:
- Rhodomyrtus effusa Guymer, 1991: Queensland.
- Rhodomyrtus elegans (Blume) A.J.Scott, 1978: quần đảo Maluku, New Guinea
- Rhodomyrtus guymeriana N.Snow & J.P.Atwood, 2008: Papua New Guinea.
- Rhodomyrtus kaweaensis N.Snow, 2006: Papua New Guinea.
- Rhodomyrtus lanata Guymer, 1991: Papua New Guinea.
- Rhodomyrtus locellata (Guillaumin) Burret, 1941: New Caledonia.
- Rhodomyrtus longisepala N.Snow & J.McFadden, 2008: Papua New Guinea.
- Rhodomyrtus macrocarpa Benth., 1867: New Guinea, quần đảo Aru, bắc và đông bắc Queensland.
- Rhodomyrtus mengenensis N.Snow, 2006: Papua New Guinea.
- Rhodomyrtus misimana N.Snow, 2008: Papua New Guinea.
- Rhodomyrtus montana Guymer, 1991: Tây New Guinea.
- Rhodomyrtus obovata C.T.White, 1951: Papua New Guinea.
- Rhodomyrtus pervagata Guymer, 1991: Queensland
- Rhodomyrtus pinnatinervis C.T.White, 1942: New Guinea, quần đảo Bismarck.
- Rhodomyrtus psidioides  (G.Don) Benth., 1867: Native Guava - Đông nam Queensland, New South Wales.
- Rhodomyrtus salomonensis (C.T.White) A.J.Scott, 1978: Quần đảo Solomon.
- Rhodomyrtus sericea Burret, 1941: Miền bắc Queensland.
- Rhodomyrtus surigaoensis Elmer, 1914: Mindanao (Philippines).
- Rhodomyrtus takeuchii N.Snow & J.Cantley, 2010: Papua New Guinea.
- Rhodomyrtus tomentosa (Aiton) Hassk., 1842: Hồng sim, sim nhà, đào kim nương. Ấn Độ, Đông Nam Á, Sri Lanka, miền nam Trung Quốc, quần đảo Lưu Cầu. Du nhập vào Florida, Hawaii, quần đảo Société.
  - Rhodomyrtus tomentosa var. parviflora (Alston) A.J.Scott, 1978: Miền nam Ấn Độ, Sri Lanka.
  - Rhodomyrtus tomentosa var. tomentosa: Đông Nam Á, miền nam Trung Quốc, quần đảo Lưu Cầu. Du nhập vào Florida, Hawaii, quần đảo Société.
- Rhodomyrtus trineura F.Muell. ex Benth., 1867: New Guinea, quần đảo Bismarck, Queensland, quần đảo Maluku.
  - Rhodomyrtus trineura var. canescens (C.T.White) A.J.Scott, 1978: Đông bắc Queensland.
  - Rhodomyrtus trineura subsp. capensis Guymer, 1991: Bắc Queensland.
  - Rhodomyrtus trineura var. macrophylla Domin, 1928: Đông bắc Queensland.
  - Rhodomyrtus trineura var. novoguineensis (Diels) A.J.Scott, 1978: Quần đảo Maluku, New Guinea, quần đảo Bismarck.
  - Rhodomyrtus trineura subsp. trineura: Bắc và đông bắc Queensland.